# 台州有轨电车
台州有轨电车又称台州现代有轨电车，是指位于中华人民共和国浙江省台州市计划建设的具有独立路权的中运量交通运输系统。台州有轨电车项目由台州市公交集团牵头实施，并负责项目建成后的运营。

## 项目推进历程
2017年6月14日，台州市现代有轨电车一期工程可行性研究报告通过专家评审。
2017年10月9日，台州市现代有轨电车一期工程在台州市黄岩区举行开工仪式。

## 线路

### T1线
T1线长21.5km，由黄岩北城，经台州火车站、82省道至疏港大道口，初期设站19座，平均站间距1194m，远期设站20座，平均站间距1132m。

### T2线
T2线长20.2km，由椒江七号码头，经东环大道、路桥中心至新建客运南站，初期设站23座，平均站间距918m，远期设站25座，平均站间距842m。

### T3线
T3线长29km，与T1线在站西大道互通后，经黄岩老城区、104国道至台州机场，初期设站27座，平均站间距1115m，远期设站31座，平均站间距967m。